# Mary Nolan (Historikerin)
Mary Nolan (* 17. Januar 1947) ist eine US-amerikanische Historikerin. Ihr Forschungsschwerpunkt liegt unter anderem auf der neuzeitlichen Geschichte Deutschlands sowie auf der wechselseitigen Beziehung der Vereinigten Staaten und Europas im 20. Jahrhundert.

## Leben
Nolan studierte am Smith College, wo sie 1966 einen Bachelor of Arts erhielt. Anschließend setzte sie ihr Studium an der Columbia University fort, wo sie 1969 einen Master of Arts erhielt und 1975 zum Ph.D. promovierte.
Von 1975 bis 1980 lehrte sie als Assistant Professor für Geschichte an der Harvard University. Daneben war sie von 1976 bis 1980 Research Associate am Center for European Studies der Universität. 1980 wechselte sie an die New York University, wo sie seitdem Geschichte lehrt, von 1980 bis 1985 als Assistant Professor, von 1985 bis 1993 als Associate Professor und seit 1993 als Professorin. Als solche hatte sie von 1999 bis 2002 die Lillian Vernon Professorship for Teaching Excellence inne und war im gleichen Zeitraum ebenfalls Vorsitzende des Department of History der Universität.
Ihr Buch Visions of Modernity: American Business and the Modernization of Germany gewann 1995 den George Louis Beer Prize der American Historical Association. 2013 erhielt sie den Helmut-Schmidt-Preis für Deutsch-Amerikanische Wirtschaftsgeschichte.
Nolan ist seit 1977 Mitglied im Editorial Board von Politics and Society. Seit 1984 ist sie Mitglied im Editorial Board von International Labor and Working-Class History. Des Weiteren war von 1975 bis 1982 Mitglied im Editorial Board von Radical History Review sowie von 1993 bis 1997 Mitglied im Editorial Board des Journal of Modern History.

## Veröffentlichungen
- Social Democracy and Society: Working-class Radicalism in Düsseldorf, 1890–1920. Cambridge University Press, 1981
- Visions of Modernity: American Business and the Modernization of Germany. Oxford University Press, 1994
- mit Omer Bartov, Atina Grossmann (Hrsg.): Crimes of War: Guilt and Denial in the Twentieth Century. New Press, 2002
- mit Monika Kraus, Michael Palm, Andrew Ross (Hrsg.): The University Against Itself: The NYU Strike and the Future of the Academic Workplace. Temple University Press, 2008.
- The Transatlantic Century: Europe and America, 1890–2010. Cambridge University Press, 2012
- mit Jan Logemann (Hrsg.): More Atlantic Crossings. German Historical Institute Bulletin Supplement. Deutsches Historisches Institut Washington, Washington, D.C. 2014.